# Refuge du Cuchet
Le refuge du Cuchet est un refuge situé en France dans le département de la Savoie en région Auvergne-Rhône-Alpes.

## Caractéristiques et informations
Durant l'été le refuge était gardé. Le reste de l'année le refuge était surveillé par des employés du parc national de la Vanoise qui empruntent une piste réservée. Aujourd'hui, le refuge est co-géré avec la commune de Lanslebourg, si bien que plus aucun gardien n'y demeure (message dans le refuge). Le refuge dispose d'un dortoir offrant 24 lits. Ce dernier est équipé d'un poêle à bois, de matelas, de toilettes sèches, de vaisselle ...

## Accès
Pour accéder au refuge il suffit de prendre la route du GR5 pour se rendre au parc national de la Vanoise. Une fois sur place, des itinéraires sont proposés et indiqués, notamment pour rejoindre Lanslebourg-Mont-Cenis et le refuge de Vallonbrun.

## Particularités
Depuis le refuge on peut observer la vallée de la haute Maurienne ou encore la Dent Parrachée.